# Тоннельный (Бурятия)
Тонне́льный — упразднённый посёлок в Муйском районе Бурятии в России. С 1978 до 2004 гг. был посёлком городского типа (рабочим посёлком).

## География
Был расположен на Байкало-Амурской магистрали, к северо-западу от Северомуйского тоннеля, и на автодороге Новый Уоян — Таксимо.
В 20 км по прямой и в 30 км по автодороге к юго-востоку расположен пгт Северомуйск, которому и подчинена территория бывшего посёлка (относится к городскому поселению Северомуйское).

## История
Населённый пункт был образован 27 октября 1976 года в Северо-Байкальском районе Бурятии как временный посёлок строителей Байкало-Амурской магистрали, в частности, Северомуйского тоннеля.
12 мая 1978 года он получил статус рабочего посёлка (посёлка городского типа). В 1989 году включён в новообразованный Муйский район.
В 2004 году в связи с пуском в эксплуатацию Северомуйского тоннеля, властями Бурятии он был признан закрывающимся посёлком.
30 июня 2004 года рабочий посёлок Тоннельный преобразован в сельский населённый пункт.
12 июля 2005 года распоряжением Правительства Российской Федерации было дано согласие на закрытие посёлка Тоннельный и рекомендовано расселить оставшихся жителей в 2006 году.
В 2006 году сертификаты на жильё получили 204 семьи из бывшего посёлка, большая часть из которых по условиям выдачи согласилась выехать за пределы Бурятии как районов Крайнего Севера и лишь 26 семей решили выбрать другие населённые пункты в самой Бурятии.
В 2009 году посёлок был окончательно упразднён.

## Население
| 1979 | 1989  | 2002 | 2009 |
| ---- | ----- | ---- | ---- |
| 1885 | ↗4289 | ↘441 | ↘0   |